# Kobți, Vasîlkiv
Kobți (în ucraineană Кобці) este un sat în comuna Putrivka din raionul Vasîlkiv, regiunea Kiev, Ucraina.

## Demografie
Componența lingvistică a localității Kobți
     Ucraineană (93,14%)
     Rusă (6,86%)
Conform recensământului din 2001, majoritatea populației localității Kobți era vorbitoare de ucraineană (93,14%), existând în minoritate și vorbitori de rusă (6,86%).